# جائزة لاسكر-بلومبرغ للخدمة العامة

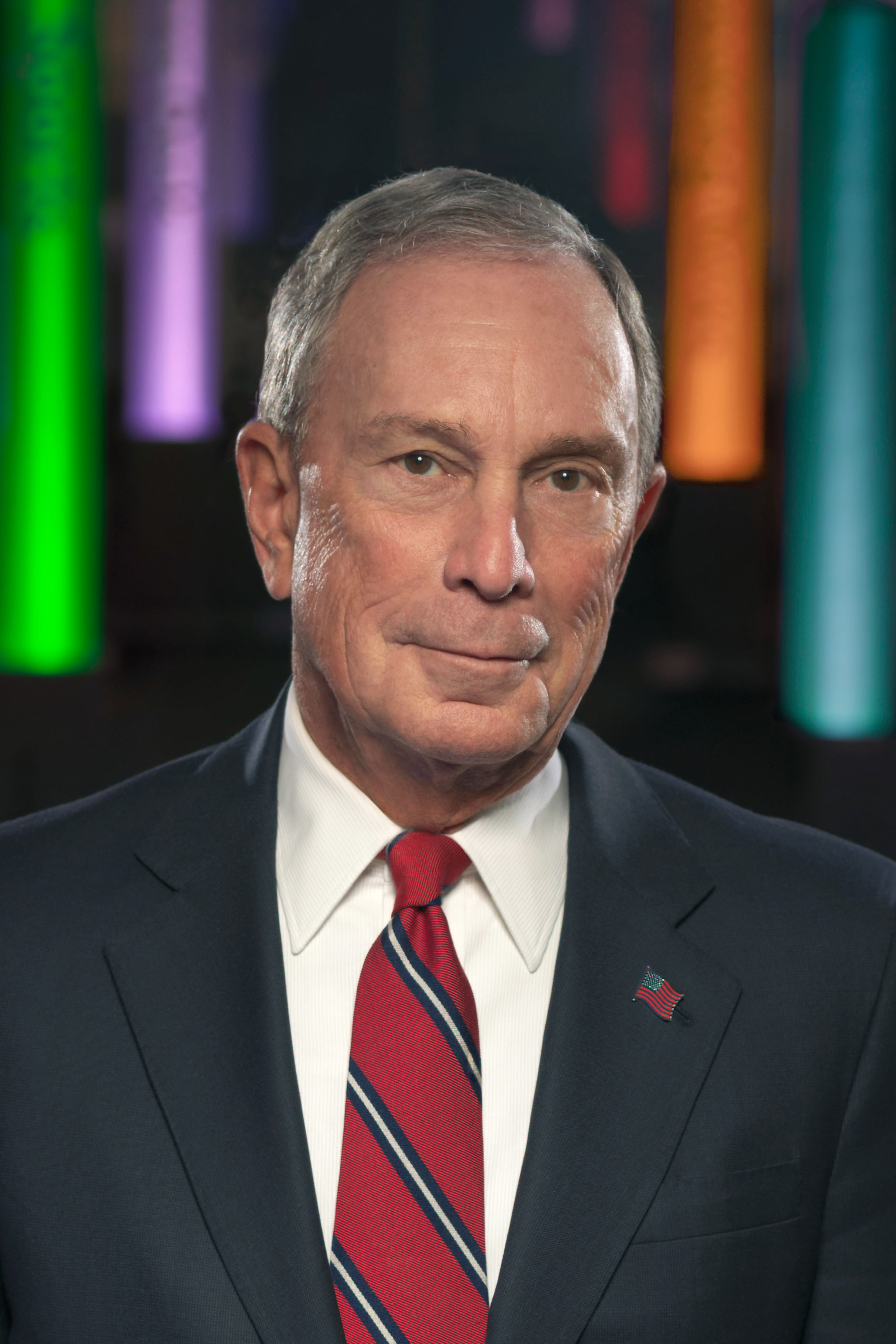

جائزة لاسكر-بلومبرغ للخدمة العامة (بالإنجليزية: Lasker-Bloomberg Public Service Award)‏، المعروفة حتى عام 2009 باسم جائزة ماري وودارد لاسكر للخدمة العامة، تُمنح من قبل مؤسسة لاسكر لتكريم فرد أو مؤسسة عملت خدمتها العامة على توسيع إمكانيات البحث الطبي والعلوم الصحية وتأثيرها بعمق. على صحة الجمهور. يتم تقديم الجائزة، التي تبلغ قيمتها 250,000 دولار، في السنوات الفردية إلى فائز يتم اختياره من بين صانعي السياسة والصحفيين ومحبي الخير والدعاة والعلماء ومهنيي الصحة العامة.  سميت باسم المحسنين ألبرت لاسكر ومايكل ر . بلومبرج . 
كانت تعرف في البداية باسم جائزة ألبرت لاسكر للخدمات العامة، وكانت معروفة في الفترة من 2000 إلى 2009 باسم جائزة ماري وودارد لاسكر للخدمة العامة تكريما لزوجته. 

## الفائزون
المصدر: مؤسسة لاسكر
- 2017 جمعية تنظيم الأسرة الأمريكية
- 2015 أطباء بلا حدود
- 2013 بيل غيتس و ميليندا غيتس
- 2011 المركز السريري لمعاهد الصحة الوطنية الأمريكية
- 2009 مايكل بلومبرج
- 2007 أنتوني فوشي
- 2005 نانسي برينكر
- 2003 كريستوفر ريف
- 2001 وليام فويج
- 2000 بيتي فورد، هارولد بي فريمان، ديفيد جيه ماهوني، The Science Times of نيويورك تايمز وجون بورتر
- 1995 مارك أو. هاتفيلد
- 1993 بول جي. روجرز ونانسي ويكسلر
- 1991 روبن تشاندلر ديوك وتوماس أونيل جونيور
- 1989 لويس توماس
- 1988 لويل ب. ويكر جونيور
- 1986 ما هايد ( جورج حاتم )
- 1985 لين دبليو آدمز وآن لاندرز ( إبي ليدر )
- 1984 هنري ج. هيمليك
- 1983 موريس ر. هيلمان وشاول كروغمان
- 1979 جون فوستر ويلسون
- 1978 إليوت ل. ريتشاردسون وثيودور كوبر
- 1976 منظمة الصحة العالمية
- 1975 جول شتاين
- 1973 وارن ماجنوسون
- 1968 ليستر هيل
- 1967 كلود بيبر
- 1966 يونيس كينيدي شرايفر
- 1965 ليندون بينز جونسون
- 1963 ميلفين ر. ليرد وأورن هاريس
- 1960 جون ب. غرانت وأبيل ولمان
- 1959 موريس بات
- 1958 باسل أوكونور
- 1957 فرانك ج. بودرو، سي جيه فان سلايك وريجينالد م
- 1956 وليام بي شيبارد
- 1955 روبرت دي. ديفريز، مؤسسة مينينجر، خدمات التمريض في خدمة الصحة العامة الأمريكية، بيرل ماكيفر ومارغريت أرنشتاين
- 1954 ليونا بومغارتنر
- 1953 فيليكس ج. أندروود وإيرل بي. فيلبس
- 1952ج. بروك تشيشولم وهوارد أ. راسك
- 1951 فلورنس ر. سابين
- 1950 يوجين ليندساي أسقف
- 1949 ماريون دبليو شيهان
- 1948 ري داير ومارثا ماي ألين
- 1947 أليس هاميلتون
- 1946 ألفريد نيوتن ريتشاردز وفريد ل. سوبر

## روابط خارجية
"The Lasker Foundation - Awards". مؤرشف من الأصل في 2016-02-14. - موقع رسمي 